# Милорад Стојковић
Милорад Стојковић (Горњи Матејевац, 1947) српски је књижевник.

## Биографија
Почео је да објављује песме од 1971. године, најпре у листу за књижевност, уметност и културу Октобар у Краљеву. Један је од уредника листа Чегарске ватре у Нишу. Писац је предговора и уређује шест зборника поезије Између два света у издању Удружења књижевника Бранко Миљковић у Нишу.
Објављене књиге: Узводни пламен (1980), Док је љубав живи (1982), циклус песама Плач косовских воштаница (2001), Измећу бола и радости (2006), Мелеми горког сна са Недељком Богдановићем (2011), Наиса љубави моје са Недељком Богдановићем (2016), лирски записи Бистро око праизвора (2016), лирси записи Мирноћа и бес (2017) лирски записи Олујни шапат (2018).